# Shūgiin-Wahl 1986
- KPJ: 26
- SPJ: 85
- DSP: 26
- SDF: 4
- NLC: 6
- Kōmeitō: 56
- Unabh.: 9
- LDP: 300

Die Shūgiin-Wahl 1986 war die 38. Wahl zum Shūgiin, dem japanischen Unterhaus, und fand am 6. Juli 1986 statt. Gleichzeitig wurde auch die Sangiin-Wahl 1986 durchgeführt.
Premierminister Nakasone Yasuhiro hatte das Shūgiin am 2. Juni 1986, 18 Monate vor Ende der Legislaturperiode, aufgelöst, so dass die Wahl mit der Sangiin-Wahl zusammenfiel. Er hoffte angesichts hoher persönlicher Umfragewerte, eine klare absolute Mehrheit für seine Liberaldemokratische Partei (LDP) zurückzugewinnen und nicht länger auf die Koalition mit dem Neuen Liberalen Klub angewiesen zu sein. Hauptthemen im Wahlkampf waren die Wirtschaftsentwicklung vor dem Hintergrund der steigenden Arbeitslosigkeit, wachsender Staatsschulden und der ersten negativen Quartalsentwicklung der japanischen Wirtschaft in über einem Jahrzehnt sowie die Sicherheitspolitik. Premierminister Nakasone, der auf enge Zusammenarbeit mit den Vereinigten Staaten (1981–89 Regierung Reagan) setzte, sprach sich für eine weitere Erhöhung des Verteidigungshaushalts und moderate Reformen zu Marktöffnung und Deregulierung aus. Die Sozialistische Partei Japans (SPJ) unter Ishibashi Masaru, stellte sich ebenso wie die Kommunistische Partei gegen den Ausbau der Selbstverteidigungsstreitkräfte und forderte einen Ausbau der Sozialleistungen.
Die Wahlbeteiligung betrug 71,4 %. Nach einer Wahlkreisreform im Mai 1986 waren acht Wahlkreise vergrößert, sieben verkleinert worden; die Gesamtzahl der Abgeordneten stieg um einen auf 512.
| Partei/Faktion   | Partei/Faktion                           | Stimmen    | Anteil  | Sitze | Änderung         | Änderung                         |
| ---------------- | ---------------------------------------- | ---------- | ------- | ----- | ---------------- | -------------------------------- |
| Partei/Faktion   | Partei/Faktion                           | Stimmen    | Anteil  | Sitze | zur letzten Wahl | zur Zusammensetzung vor der Wahl |
|                  | Regierungsparteien                       | 30.990.301 | 51,27 % | 306   | +48              | +49                              |
|                  | Liberaldemokratische Partei (LDP)        | 29.875.501 | 49,42 % | 300   | +50              | +51                              |
| Tanaka-Faktion   | Tanaka-Faktion                           |            |         | 87    | +14              |                                  |
| Nakasone-Faktion | Nakasone-Faktion                         |            |         | 60    | +18              |                                  |
| Suzuki-Faktion   | Suzuki-Faktion                           |            |         | 59    | +9               |                                  |
| Fukuda-Faktion   | Fukuda-Faktion                           |            |         | 56    | (+16)            |                                  |
| Kōmoto-Faktion   | Kōmoto-Faktion                           |            |         | 28    | ±0               |                                  |
| ohne Faktion     | ohne Faktion                             |            |         | 31    | (+11)            |                                  |
|                  | Neuer Liberaler Klub                     | 1.114.800  | 1,84 %  | 6     | −2               | −2                               |
|                  | Oppositionsparteien                      | 25.943.262 | 42,92 % | 239   | −40              | −39                              |
|                  | Sozialistische Partei Japans (SPJ)       | 10.412.584 | 17,23 % | 85    | −27              | −25                              |
|                  | Kōmeitō                                  | 5.701.277  | 9,43 %  | 56    | −2               | −3                               |
|                  | Demokratisch-Sozialistische Partei (DSP) | 3.895.858  | 6,44 %  | 26    | −12              | −11                              |
|                  | Kommunistische Partei Japans (KPJ)       | 5.313.246  | 8,79 %  | 26    | ±0               | −1                               |
|                  | Sozialdemokratischer Bund                | 499.670    | 0,83 %  | 4     | +1               | +1                               |
|                  | Sonstige                                 | 120.627    | 0,20 %  | 0     | ±0               | ±0                               |
|                  | Unabhängige (*)                          | 3.515.043  | 5,81 %  | 9     | −7               | +2                               |
| Summe            | Summe                                    | 60.448.610 | 100,0 % | 512   | +1               | +12 (11 Vakanzen)                |

(*) Bis zum Tag der ersten Sitzung schlossen sich sieben Unabhängige anderen Fraktionen an.

## Auswirkungen
Bei hoher Wahlbeteiligung errang die LDP eine deutliche Mehrheit im Shūgiin. Premierminister Nakasone wurde am 22. Juli im Parlament bestätigt, sein 3. Kabinett war wieder ein reines LDP-Kabinett und nicht länger auf die Unterstützung des Neuen Liberalen Klubs angewiesen. Der klare Wahlsieg stärkte ihn gegenüber seinen innerparteilichen Konkurrenten, die auf seine Ablösung gedrängt hatten. Die stärkste Faktion, die Tanaka-Faktion erhielt den Posten des Stellvertretenden Premierministers. Am 11. September 1986 wurde Nakasones Amtszeit als Parteivorsitzender/Premierminister von den LDP-Abgeordneten beider Häuser um ein weiteres Jahr verlängert.
Stimmenverluste trafen vor allem die SPJ. Der Parteivorsitzende Ishibashi trat nach den Wahlen zurück und wurde von Takako Doi abgelöst. Die gemäßigtere DSP musste ebenfalls starke Einbußen hinnehmen, unter anderem hatte Generalsekretär Ōuchi seinen Sitz verloren.